# Leichtathletik-Hallenweltmeisterschaften 2022
Die 18. Leichtathletik-Hallenweltmeisterschaften (offiziell: World Athletics Indoor Championships Belgrade 2022) fanden vom 18. bis zum 20. März 2022 in der serbischen Hauptstadt Belgrad statt. Die serbische Metropole wurde am 22. November 2019 auf dem Treffen des World Athletics Council in Monte Carlo ausgewählt. Am 26. November 2017 unterlag Belgrad, neben Toruń, bei der Bewerbung um die Leichtathletik-Hallenweltmeisterschaften 2020 gegen das chinesische Nanjing. Belgrad war u. a. Austragungsort der Leichtathletik-Europameisterschaften 1962, der Crosslauf-Europameisterschaften 2013 und der Leichtathletik-Halleneuropameisterschaften 2017. Die Wettkämpfe sollen, wie schon 2017, in der Štark-Arena (18.386 Sitzplätze bei Sportveranstaltungen) ausgetragen werden.

## Qualifikationsnormen
Die Qualifikationsnormen mussten zwischen dem 1. Januar 2021 und dem 7. März 2022 erbracht werden. Maximal dürfen zwei Athleten pro Nation und Event antreten, ausgenommen Inhaber einer Wildcard. Unabhängig davon darf jedes Landes zumindest einen Athleten für einen Laufbewerb außer die 800 m nominieren.
| Sportart                   | Männer Halle / Freiluft              | Frauen Halle / Freiluft              | Gesamtanzahl |
| -------------------------- | ------------------------------------ | ------------------------------------ | ------------ |
| 60 Meter                   | 6,63 s / 10,10 s                     | 7,30 s / 11,15 s                     | 56           |
| 400 Meter                  | 46,50 s / 45,00 s                    | 52,90 s / 51,00 s                    | 30           |
| 800 Meter                  | 1:47,60 min / 1:44,00 min            | 2:01,50 min / 1:58,00 min            | 18           |
| 1500 Meter (Meile)         | 3:39,00 min / 3:33,00 min (3:55,00)  | 4:09,00 min / 4:02,00 min (4:28,50)  | 18           |
| 3000 Meter (5000 Meter)    | 7:50,00 min / 7:40,00 min (13:10,00) | 8:49,00 min / 8:30,00 min (14:50,00) | 24           |
| 60 m Hürden (100 m Hürden) | 7,72 s (13,40)                       | 8,16 s (12,85)                       | 48           |
| Hochsprung                 | 2,34 m                               | 1,97 m                               | 12           |
| Stabhochsprung             | 5,81 m                               | 4,75 m                               | 12           |
| Weitsprung                 | 8,22 m                               | 6,80 m                               | 16           |
| Dreisprung                 | 17,10 m                              | 14,30 m                              | 16           |
| Kugelstoßen                | 21,10 m                              | 18,30 m                              | 16           |
| Siebenkampf / Fünfkampf    | Einladung                            | Einladung                            | 12           |

## Ergebnisse Männer

### 60 m
| Platz | Athlet            | Land | Zeit (s) |
| ----- | ----------------- | ---- | -------- |
| 1     | Marcell Jacobs    | ITA  | 6,41 WL  |
| 2     | Christian Coleman | USA  | 6,41 WL  |
| 3     | Marvin Bracy      | USA  | 6,44 PB  |
| 4     | Karl Erik Nazarov | EST  | 6,58     |
| 5     | Adam Thomas       | GBR  | 6,60     |
| 6     | Jerod Elcock      | TTO  | 6,63     |
| 7     | Bolade Ajomale    | CAN  | 6,63     |
| 8     | Arthur Cissé      | CIV  | 6,69     |

19. März 2022

### 400 m
| Platz | Athlet              | Land | Zeit (s)  |
| ----- | ------------------- | ---- | --------- |
| 1     | Jereem Richards     | TTO  | 45,00 CR  |
| 2     | Trevor Bassitt      | USA  | 45,05 PB  |
| 3     | Carl Bengtström     | SWE  | 45,33 NIR |
| 4     | Benjamin Lobo Vedel | DEN  | 45,67 NIR |
| 5     | Patrik Šorm         | CZE  | 46,81     |
| 6     | Marqueze Washington | USA  | 46,85     |

19. März 2022

### 800 m
| Platz | Athlet           | Land | Zeit (min) |
| ----- | ---------------- | ---- | ---------- |
| 1     | Mariano García   | ESP  | 1:46,20    |
| 2     | Noah Kibet       | KEN  | 1:46,35    |
| 3     | Bryce Hoppel     | USA  | 1:46,51    |
| 4     | Álvaro de Arriba | ESP  | 1:46,58    |
| 5     | Andreas Kramer   | SWE  | 1:46,76    |
| 6     | Eliott Crestan   | BEL  | 1:46,78    |
| 7     | Isaiah Harris    | USA  | 1:47,00    |
| 8     | Marco Arop       | CAN  | 1:47,58    |

19. März 2022

### 1500 m
| Platz | Athlet             | Land | Zeit (min) |
| ----- | ------------------ | ---- | ---------- |
| 1     | Samuel Tefera      | ETH  | 3:32,77 CR |
| 2     | Jakob Ingebrigtsen | NOR  | 3:33,02    |
| 3     | Abel Kipsang       | KEN  | 3:33,36 SB |
| 4     | Teddese Lemi       | ETH  | 3:33,59 SB |
| 5     | Oliver Hoare       | AUS  | 3:34,36    |
| 6     | Neil Gourley       | GBR  | 3:35,87    |
| 7     | Michał Rozmys      | POL  | 3:36,71 SB |
| 8     | Pietro Arese       | ITA  | 3:37,60    |

20. März 2022

### 3000 m
| Platz | Athlet               | Land | Zeit (min) |
| ----- | -------------------- | ---- | ---------- |
| 1     | Selemon Barega       | ETH  | 7:41,38    |
| 2     | Lamecha Girma        | ETH  | 7:41,63    |
| 3     | Marc Scott           | GBR  | 7:42,02 SB |
| 4     | Daniel Simiu Ebenyo  | KEN  | 7:42,97    |
| 5     | Jacob Krop           | KEN  | 7:43,26    |
| 6     | Zouhair Talbi        | MAR  | 7:43,45    |
| 7     | Adel Mechaal         | ESP  | 7:43,60    |
| 8     | Maximilian Thorwirth | GER  | 7:45,87    |

20. März 2022

### 60 m Hürden
| Platz | Athlet                  | Land | Zeit (s) |
| ----- | ----------------------- | ---- | -------- |
| 1     | Grant Holloway          | USA  | 7,39     |
| 2     | Pascal Martinot-Lagarde | FRA  | 7,50     |
| 3     | Jarret Eaton            | USA  | 7,53     |
| 4     | Asier Martínez          | ESP  | 7,57     |
| 5     | Chris Douglas           | AUS  | 7,60     |
| 6     | David King              | GBR  | 7,62     |
| 7     | Milan Traikovits        | CYP  | 7,62     |
| 8     | Wilhem Belocian         | FRA  | 7,67     |

20. März 2022

### 4 × 400 m Staffel
| Platz | Land                   | Athleten                                                                  | Zeit (min) |
| ----- | ---------------------- | ------------------------------------------------------------------------- | ---------- |
| 1     | Belgien                | Julien Watrin Alexander Doom Jonathan Sacoor Kevin Borlée                 | 3:06,52 SB |
| 2     | Spanien                | Bruno Hortelano Iñaki Cañal Manuel Guijarro Bernat Erta                   | 3:06,82 SB |
| 3     | Niederlande            | Taymir Burnet Nick Smidt Terrence Agard Tony van Diepen                   | 3:06,90 SB |
| 4     | Polen                  | Tymoteusz Zimny Mateusz Rzeźniczak Maksymilian Klepacki Kajetan Duszyński | 3:07,81 SB |
| 5     | Tschechien             | Patrik Šorm Vít Müller Tadeáš Plaček Pavel Maslák                         | 3:07,98    |
| 6     | Vereinigtes Königreich | Ben Higgins Alex Haydock-Wilson Samuel Reardon Guy Learmonth              | 3:08,30 SB |

20. März 2022

### Hochsprung
| Platz | Athlet            | Land | Höhe (m) |
| ----- | ----------------- | ---- | -------- |
| 1     | Woo Sang-hyeok    | KOR  | 2,34     |
| 2     | Loïc Gasch        | SUI  | 2,31 SB  |
| 3     | Gianmarco Tamberi | ITA  | 2,31 SB  |
| 3     | Hamish Kerr       | NZL  | 2,31 NIR |
| 5     | Thiago Moura      | BRA  | 2,31 AIR |
| 6     | Thomas Carmoy     | BEL  | 2,28 PB  |
| 7     | Fernando Ferreira | BRA  | 2,24 SB  |
| 7     | Edgar Rivera      | MEX  | 2,24 SB  |

20. März 2022

### Stabhochsprung
| Platz | Athlet              | Land | Höhe (m) |
| ----- | ------------------- | ---- | -------- |
| 1     | Armand Duplantis    | SWE  | 6,20 WIR |
| 2     | Thiago Braz         | BRA  | 5,95 AIR |
| 3     | Christopher Nilsen  | USA  | 5,90     |
| 4     | Valentin Lavillenie | FRA  | 5,85 PB  |
| 5     | Ben Broeders        | BEL  | 5,75 SB  |
| 5     | Menno Vloon         | NLD  | 5,75     |
| 7     | Kurtis Marschall    | AUS  | 5,75     |
| 8     | Sondre Guttormsen   | NOR  | 5,75     |

20. März 2022

### Weitsprung
| Platz | Athlet              | Land | Weite (m) |
| ----- | ------------------- | ---- | --------- |
| 1     | Miltiadis Tendoglou | GRC  | 8,55 WL   |
| 2     | Thobias Montler     | SWE  | 8,38 NIR  |
| 3     | Marquis Dendy       | USA  | 8,27 SB   |
| 4     | Jarrion Lawson      | USA  | 8,19 SB   |
| 5     | Cheswill Johnson    | RSA  | 8,14 SB   |
| 6     | Emiliano Lasa       | URU  | 7,99      |
| 7     | Sreeshankar Murali  | IND  | 7,92 NIR  |
| 8     | Lazar Anić          | SRB  | 7,92 SB   |

18. März 2022

### Dreisprung
| Platz | Athlet               | Land | Weite (m) |
| ----- | -------------------- | ---- | --------- |
| 1     | Lázaro Martínez      | CUB  | 17,64 WL  |
| 2     | Pedro Pablo Pichardo | POR  | 17,46 NIR |
| 3     | Donald Scott         | USA  | 17,21 SB  |
| 4     | Will Claye           | USA  | 17,19 SB  |
| 5     | Jah-Nhai Perinchief  | BER  | 16,95 SB  |
| 6     | Melvin Raffin        | FRA  | 16,68     |
| 7     | Jean-Marc Pontvianne | FRA  | 16,62     |
| 8     | Nazim Babayev        | AZE  | 16,55     |

18. März 2022

### Kugelstoßen
| Platz | Athlet           | Land | Weite (m) |
| ----- | ---------------- | ---- | --------- |
| 1     | Darlan Romani    | BRA  | 22,53 CR  |
| 2     | Ryan Crouser     | USA  | 22,44     |
| 3     | Tomas Walsh      | NZL  | 22,31 AIR |
| 4     | Filip Mihaljević | CRO  | 21,83     |
| 5     | Josh Awotunde    | USA  | 21,70     |
| 6     | Zane Weir        | ITA  | 21,67 NIR |
| 7     | Nick Ponzio      | ITA  | 21,30     |
| 8     | Mesud Pezer      | BIH  | 20,94 SB  |

19. März 2022

### Siebenkampf
| Platz | Athlet                    | Land | Punkte  |
| ----- | ------------------------- | ---- | ------- |
| 1     | Damian Warner             | CAN  | 6489    |
| 2     | Simon Ehammer             | SUI  | 6363 NR |
| 3     | Ashley Moloney            | AUS  | 6344    |
| 4     | Hans-Christian Hausenberg | EST  | 6191    |
| 5     | Andri Oberholzer          | SUI  | 6099    |
| 6     | Steven Bastien            | USA  | 6074    |
| 7     | Jorge Ureña               | ESP  | 6049    |
| 8     | Lindon Victor             | GRN  | 6029    |

18./19. März 2020

## Ergebnisse Frauen

### 60 m
| Platz | Athletin              | Land | Zeit (s)   |
| ----- | --------------------- | ---- | ---------- |
| 1     | Mujinga Kambundji     | SUI  | 6,96 WL NR |
| 2     | Mikiah Brisco         | USA  | 6,99 PB    |
| 3     | Marybeth Sant-Price   | USA  | 7,04 =PB   |
| 4     | Ewa Swoboda           | POL  | 7,04       |
| 5     | Briana Williams       | JAM  | 7,04 PB    |
| 6     | Shericka Jackson      | JAM  | 7,04 PB    |
| 7     | Michelle-Lee Ahye     | TTO  | 7,11 SB    |
| 8     | Vitória Cristina Rosa | BRA  | 7,21       |

18. März 2022

### 400 m
| Platz | Athletin                | Land | Zeit (s) |
| ----- | ----------------------- | ---- | -------- |
| 1     | Shaunae Miller-Uibo     | BAH  | 50,31 SB |
| 2     | Femke Bol               | NLD  | 50,57    |
| 3     | Stephenie Ann McPherson | JAM  | 50,79 NR |
| 4     | Justyna Święty-Ersetic  | POL  | 51,40    |
| 5     | Aliyah Abrams           | GUY  | 52,34    |
| 6     | Lieke Klaver            | NLD  | 52,67    |

19. März 2022

### 800 m
| Platz | Athletin            | Land | Zeit (min) |
| ----- | ------------------- | ---- | ---------- |
| 1     | Ajeé Wilson         | USA  | 1:59,09 SB |
| 2     | Freweyni Hailu      | ETH  | 2:00,54 SB |
| 3     | Halimah Nakaayi     | UGA  | 2:00,66    |
| 4     | Natoya Goule        | JAM  | 2:01,18    |
| 5     | Catriona Bisset     | AUS  | 2:01,24    |
| 6     | Lindsey Butterworth | CAN  | 2:03,21    |
| 7     | Habitam Alemu       | ETH  | 2:03,37    |
| 8     | Lorena Martín       | ESP  | 2:03,93    |

20. März 2022

### 1500 m
| Platz | Athletin        | Land | Zeit (min) |
| ----- | --------------- | ---- | ---------- |
| 1     | Gudaf Tsegay    | ETH  | 3:57,19 CR |
| 2     | Axumawit Embaye | ETH  | 4:02,29    |
| 3     | Hirut Meshesha  | ETH  | 4:03,39    |
| 4     | Winnie Nanyondo | UGA  | 4:04,60    |
| 5     | Josette Norris  | USA  | 4:04,71    |
| 6     | Linden Hall     | AUS  | 4:06,34 PB |
| 7     | Heather MacLean | USA  | 4:06,38    |
| 8     | Lucia Stafford  | CAN  | 4:06,41 SB |

19. März 2022

### 3000 m
| Platz | Athletin                 | Land | Zeit (min) |
| ----- | ------------------------ | ---- | ---------- |
| 1     | Lemlem Hailu             | ETH  | 8:41,82 SB |
| 2     | Elle Purrier St. Pierre  | USA  | 8:42,04    |
| 3     | Ejgayehu Taye            | ETH  | 8:43,23    |
| 4     | Gabriela DeBues-Stafford | CAN  | 8:42,89    |
| 5     | Dawit Seyaum             | ETH  | 8:44,55    |
| 6     | Jessica Hull             | AUS  | 8:44,97    |
| 7     | Alicia Monson            | USA  | 8:46,39    |
| 8     | Rahel Daniel             | ERI  | 8:46,53 NR |

18. März 2022

### 60 m Hürden
| Platz | Athletin            | Land | Zeit (s) |
| ----- | ------------------- | ---- | -------- |
| 1     | Cyréna Samba-Mayela | FRA  | 7,78 NR  |
| 2     | Devynne Charlton    | BAH  | 7,81 NR  |
| 3     | Gabriele Cunningham | USA  | 7,87     |
| 4     | Britany Anderson    | JAM  | 7,96     |
| 5     | Yoveinny Mota       | VEN  | 8,05     |
| 6     | Zoë Sedney          | NLD  | 8,07     |
| 7     | Sarah Lavin         | IRL  | 8,09     |
|       | Ditaji Kambundji    | SUI  | DNF      |

19. März 2022

### 4 × 400 m Staffel
| Platz | Land                   | Athletinnen                                                                 | Zeit (min) |
| ----- | ---------------------- | --------------------------------------------------------------------------- | ---------- |
| 1     | Jamaika                | Junelle Bromfield Janieve Russell Roneisha McGregor Stephenie Ann McPherson | 3:28,40 SB |
| 2     | Niederlande            | Lieke Klaver Eveline Saalberg Lisanne de Witte Femke Bol                    | 3:28,57 SB |
| 3     | Polen                  | Natalia Kaczmarek Iga Baumgart-Witan Kinga Gacka Justyna Święty-Ersetic     | 3:28,59 SB |
| 4     | Vereinigte Staaten     | Na'Asha Robinson Jessica Beard Brittany Aveni Lynna Irby                    | 3:28,63 SB |
| 5     | Vereinigtes Königreich | Hannah Williams Ama Pipi Yemi Mary John Jessie Knight                       | 3:29,82 SB |
| 6     | Belgien                | Hanne Claes Naomi Van Den Broeck Imke Vervaet Camille Laus                  | 3:33,61    |

20. März 2022

### Hochsprung
| Platz | Athletin              | Land | Höhe (m) |
| ----- | --------------------- | ---- | -------- |
| 1     | Jaroslawa Mahutschich | UKR  | 2,02 WL  |
| 2     | Eleanor Patterson     | AUS  | 2,00 AR  |
| 3     | Nadeschda Dubowizkaja | KAZ  | 1,98 =AR |
| 4     | Marija Vuković        | MNE  | 1,95     |
| 5     | Iryna Heraschtschenko | UKR  | 1,92     |
| 6     | Elena Vallortigara    | ITA  | 1,92 SB  |
| 6     | Safina Saʼdullayeva   | UZB  | 1,92     |
| 8     | Mirela Demirewa       | BUL  | 1,88     |

19. März 2022

### Stabhochsprung
| Platz | Athletin          | Land | Höhe (m) |
| ----- | ----------------- | ---- | -------- |
| 1     | Sandi Morris      | USA  | 4,80 =SB |
| 2     | Katie Nageotte    | USA  | 4,75     |
| 3     | Tina Šutej        | SLO  | 4,75     |
| 4     | Angelica Moser    | SUI  | 4,60     |
| 4     | Jana Hladijtschuk | UKR  | 4,60 SB  |
| 6     | Olivia McTaggart  | NZL  | 4,60     |
| 7     | Xu Huiqin         | CHN  | 4,45     |
| 8     | Elisa Molinarolo  | ITA  | 4,45     |

19. März 2022

### Weitsprung
| Platz | Athletin                | Land | Weite (m) |
| ----- | ----------------------- | ---- | --------- |
| 1     | Ivana Vuleta            | SRB  | 7,06 WL   |
| 2     | Ese Brume               | NGR  | 6,85 PB   |
| 3     | Lorraine Ugen           | GBR  | 6,82 SB   |
| 4     | Tiffany Flynn           | USA  | 6,78 PB   |
| 5     | Quanesha Burks          | USA  | 6,77 SB   |
| 6     | Maryna Bech-Romantschuk | UKR  | 6,73 SB   |
| 7     | Fátima Diame            | ESP  | 6,71 PB   |
| 8     | Ruth Usoro              | NGR  | 6,69 SB   |

20. März 2022

### Dreisprung
| Platz | Athletin                | Land | Weite (m) |
| ----- | ----------------------- | ---- | --------- |
| 1     | Yulimar Rojas           | VEN  | 15,74 WR  |
| 2     | Maryna Bech-Romantschuk | UKR  | 14,74 PB  |
| 3     | Kimberly Williams       | JAM  | 14,62 SB  |
| 4     | Thea LaFond             | DMA  | 14,53     |
| 5     | Liadagmis Povea         | CUB  | 14,45 SB  |
| 6     | Patrícia Mamona         | POR  | 14,42 SB  |
| 7     | Keturah Orji            | USA  | 14,42 SB  |
| 8     | Ana Peleteiro           | ESP  | 14,30 SB  |

20. März 2022

### Kugelstoßen
| Platz | Athletin            | Land | Weite (m)   |
| ----- | ------------------- | ---- | ----------- |
| 1     | Auriol Dongmo       | POR  | 20,43 WL NR |
| 2     | Chase Ealey         | USA  | 20,21 =AR   |
| 3     | Jessica Schilder    | NLD  | 19,48       |
| 4     | Fanny Roos          | SWE  | 19,22 SB    |
| 5     | Magdalyn Ewen       | USA  | 19,15       |
| 6     | Danniel Thomas-Dodd | JAM  | 19,12 SB    |
| 7     | Sarah Mitton        | CAN  | 19,02       |
| 8     | Sophie McKinna      | GBR  | 18,62       |

18. März 2022

### Fünfkampf
| Platz | Athletin          | Land | Punkte     |
| ----- | ----------------- | ---- | ---------- |
| 1     | Noor Vidts        | BEL  | 4929 WL NR |
| 2     | Adrianna Sułek    | POL  | 4851 NR    |
| 3     | Kendell Williams  | USA  | 4680 SB    |
| 4     | Holly Mills       | GBR  | 4673 PB    |
| 5     | Dorota Skřivanová | CZE  | 4566 PB    |
| 6     | Claudia Conte     | ESP  | 4499 PB    |
| 7     | Léonie Cambours   | FRA  | 4442       |
| 8     | Sarah Lagger      | AUT  | 4391       |

18. März 2022

## Medaillenspiegel
Elf von 26 Titeln gingen an europäische Athleten. Insgesamt gewannen 16 europäische Nationen Medaillen. Acht Goldmedaillen gingen nach Nord- und Südamerika, sechs WM-Titel an Afrika und ein Sieg nach Ozeanien.
| Rang  | Nation                 | Goldmedaille | Silbermedaille | Bronzemedaille | Σ  |
| ----- | ---------------------- | ------------ | -------------- | -------------- | -- |
| 1     | Äthiopien              | 4            | 3              | 2              | 9  |
| 2     | Vereinigte Staaten     | 3            | 7              | 9              | 19 |
| 3     | Belgien                | 2            | 0              | 0              | 2  |
| 4     | Schweiz                | 1            | 2              | 0              | 3  |
| 5     | Schweden               | 1            | 1              | 1              | 3  |
| 6     | Bahamas                | 1            | 1              | 0              | 2  |
| 6     | Brasilien              | 1            | 1              | 0              | 2  |
| 6     | Spanien                | 1            | 1              | 0              | 2  |
| 6     | Frankreich             | 1            | 1              | 0              | 2  |
| 6     | Portugal               | 1            | 1              | 0              | 2  |
| 6     | Ukraine                | 1            | 1              | 0              | 2  |
| 12    | Jamaika                | 1            | 0              | 2              | 3  |
| 13    | Italien                | 1            | 0              | 1              | 2  |
| 14    | Kanada                 | 1            | 0              | 0              | 1  |
| 14    | Kuba                   | 1            | 0              | 0              | 1  |
| 14    | Griechenland           | 1            | 0              | 0              | 1  |
| 14    | Südkorea               | 1            | 0              | 0              | 1  |
| 14    | Serbien                | 1            | 0              | 0              | 1  |
| 14    | Trinidad und Tobago    | 1            | 0              | 0              | 1  |
| 14    | Venezuela              | 1            | 0              | 0              | 1  |
| 21    | Niederlande            | 0            | 2              | 2              | 4  |
| 22    | Australien             | 0            | 1              | 1              | 2  |
| 22    | Kenia                  | 0            | 1              | 1              | 2  |
| 22    | Polen                  | 0            | 1              | 1              | 2  |
| 25    | Nigeria                | 0            | 1              | 0              | 1  |
| 25    | Norwegen               | 0            | 1              | 0              | 1  |
| 27    | Vereinigtes Königreich | 0            | 0              | 2              | 2  |
| 27    | Neuseeland             | 0            | 0              | 2              | 2  |
| 29    | Kasachstan             | 0            | 0              | 1              | 1  |
| 29    | Slowenien              | 0            | 0              | 1              | 1  |
| 29    | Uganda                 | 0            | 0              | 1              | 1  |
| total | total                  | 26           | 26             | 27             | 79 |